# Kvarntjärnen (Älvdalens socken, Dalarna)
Kvarntjärnen är en sjö i Älvdalens kommun i Dalarna och ingår i Dalälvens huvudavrinningsområde.